# Barnisławice (przystanek kolejowy)
Barnisławice – nieczynny przystanek kolejowy w Barnisławicach, w powiecie kamieńskim, w województwie zachodniopomorskim, w Polsce.